# Dehiba
Dehiba (arabe : الذهيبة) est une ville du sud de la Tunisie, située à proximité de la frontière tuniso-libyenne et à 130 kilomètres de Tataouine.
Rattachée au gouvernorat de Tataouine, elle constitue une municipalité comptant 4 295 habitants en 2014.
Dans le contexte de la guerre civile libyenne de 2011, des forces favorables au colonel Mouammar Kadhafi tirent le 29 avril des obus sur la ville à partir du territoire libyen, endommageant des bâtiments et faisant au moins une blessée. Dans le même temps, l'un de leurs véhicules entre dans la ville pour poursuivre un groupe d'insurgés, des milliers d'entre eux ayant fui dans les jours précédents vers la Tunisie, via Dehiba.

## Maires
| Maire        | Parti       | Début de mandat | Fin de mandat | Remarques                                    |
| ------------ | ----------- | --------------- | ------------- | -------------------------------------------- |
| Mokhtar Amri | Indépendant | 25 juin 2011    | 20 juin 2018  | Désigné à la suite de la révolution de 2011. |
| Ali Amer     | Ennahdha    | 20 juin 2018    | 8 mars 2023   | Élu après les élections municipales de 2018. |